# Populierenschijfzwam
De populierenschijfzwam (Sclerencoelia fascicularis) is een schimmel behorend tot de familie Cenangiaceae. Hij leeft saprotroof op stammen, takken en twijgen van de populier (Populus), eenmaal ook op wilg (Salix). Buiten Nederland ook gemeld op Fraxinus.

## Kenmerken
Ascomata, genaamd apothecia, met een diameter van 2-3 (-4) mm, breken door de schors in clusters. Ze zijn aanvankelijk gesloten maar openen zich tot oneffen schijfvormige structuren zonder steel. De buitenkant is leerachtig en soms nauwelijks gestreept, donkerbruin wanneer vochtig en geelbruin wanneer droog met een rafelige bleke crèmekleurige of witte rand.
De asci zijn axhtsporig, cilindrisch-clavaat, 75-80 × 8-9 μm groot met een afgeronde tot bijna afgeknotte top. De ascosporen liggen tweerijig bovenaan en over het algemeen schuin eenrijig onderaan. Ze zijn 12-15 × 3-3,5 μm groot, langwerpig of zelden elliptisch, helder, ongedeeld, met een bolvormig reflecterend lichaam aan elk uiteinde, zonder een gelatineuze schede of aanhangsels.

## Verspreiding
De populierenschijfzwam komt voor in Europa, Noord-Amerika en enkele Aziatische landen. In Nederland komt de populierenschijfzwam matig algemeen voor.